# Košická Belá
Košická Belá este o comună slovacă, aflată în districtul Košice-okolie din regiunea Košice, pe malul râului Belá⁠(d). Localitatea se află la altitudinea de 380 m deasupra n.m., se întinde pe o suprafață de 39,42 km2 și în 2017 număra 997 de locuitori.

## Istoric
Localitatea Košická Belá este atestată documentar din 1397.

## Demografie
| An:                | 1994 | 2004   | 2014   | 2024   |
| ------------------ | ---- | ------ | ------ | ------ |
| Număr de persoane: | 965  | 962    | 996    | 1006   |
| Diferență:         |      | −0,31% | +3,53% | +1,00% |

| An:                | 2023 | 2024   |
| ------------------ | ---- | ------ |
| Număr de persoane: | 994  | 1006   |
| Diferență:         |      | +1,20% |